# Hémagglutinine-neuraminidase
Une hémagglutinine-neuraminidase est une protéine virale présentant à la fois les propriétés d'une hémagglutinine et l'activité enzymatique EC 3.2.1.18 d'une neuraminidase, par opposition aux virus de la grippe chez lesquels ces deux propriétés sont présentes chacune sur une protéine distincte. Le domaine neuraminidase a la désignation CAZy de la famille 83 des glycoside hydrolases (GH83). Ces protéines ne présentent pas de similitude structurelle particulière avec la neuraminidase virale des virus de la grippe et présentent une structure beta-propeller à six lames.
Les hémagglutinine-neuraminidases permettent aux virus d'adhérer à la surface de la cellule hôte potentielle. On les retrouve dans tout un ensemble de paramyxovirus tels que le virus des oreillons, le virus Parainfluenza 3 et le virus de la maladie de Newcastle.
Certains inhibiteurs de l'hémagglutinine-neuraminidase pourraient avoir des applications chez l'homme.